# Sitcom
Udtrykket sitcom står for situation comedy, som på dansk 
betyder situationskomedie. Det stammer fra USA, hvor ordet blev brugt om visse former for komiske radioudsendelser. I dag bruges det om populær tv-underholdning.
En sitcom spilles generelt af faste personer i fortsatte humoristiske historier, som foregår i families skød eller på en arbejdsplads. De mest populære amerikanske serier er Frasier, Seinfeld, Venner og Modern Family.
De to mest kendte danske er Langt fra Las Vegas og Klovn. Begge skrevet af Casper Christensen og Frank Hvam. Måske kun overgået af Huset på Christianshavn.
| Fjernsyn | Spire Denne artikel om et tv-program er en spire som bør udbygges. Du er velkommen til at hjælpe Wikipedia ved at udvide den. |